# هیروکو مارویاما
هیروکو مارویاما (انگلیسی: Hiroko Maruyama؛ زادهٔ ۲۲ اکتبر ۱۹۴۶) بازیگر اهل ژاپن است. وی از سال ۱۹۶۹ میلادی تاکنون مشغول فعالیت بوده‌است.